# Denis O’Hare
Denis Patrick Seamus O’Hare (ur. 17 stycznia 1962 w Kansas City) – amerykański aktor teatralny, filmowy i telewizyjny, laureat nagrody Tony i Drama Desk Award za występ jako Mason Marzac w sztuce Richarda Greenberga Take Me Out (2003–2004).

## Życiorys
Urodził się w Kansas City w Missouri, w rodzinie pochodzenia irlandzkiego jako syn Margaret Karene (z domu Kennedy; ur. 25 stycznia 1931, zm. 8 października 2008) i Johna M. O’Hare. Miał trzy siostry, Pam, Patricię i Kathleen oraz jednego brata, Michaela. Dorastał na przedmieściach Detroit, mieszkając w Southfield do 15 roku życia, kiedy jego rodzina przeprowadziła się do Wing Lake w Bloomfield Hills. Jego matka była muzykiem i grała na organach kościelnych.
Jako nastolatek był w chórze szkolnym, a w 1974 poszedł na swoje pierwsze przesłuchanie jako chórzysta w musicalu Jeromego Kerna Show Boat. W 1980 przeprowadził się do Chicago, aby studiować na wydziale teatralnym na Northwestern University. Jeszcze podczas nauki w szkole średniej zdeklarował się jako gej.

## Filmografia

### Filmy
- 1999: Słodki drań jako Jake
- 2000: Hamlet (TV) jako Osric
- 2001: Party na słodko jako Ryan Rose
- 2003: 21 gramów jako dr Rothberg
- 2004: Powrót do Garden State
- 2005: Co jest grane jako Andrew
- 2006: Spadaj! jako farmaceuta
- 2006: Szkolny chwyt jako Jimbo
- 2006: Wykolejony jako prawnik Jerry
- 2006: Przypadek Stephanie Daley jako Frank
- 2007: Cena odwagi jako John Bussey
- 2007: Przebudzenie jako analityk finansowy
- 2007: Michael Clayton jako pan Greer
- 2007: Wojna Charliego Wilsona jako Harold Holt
- 2008: Oszukana jako dr Jonathan Steele
- 2008: Kwarantanna jako Randy
- 2008: Mama do wynajęcia jako dr Manheim
- 2008: Obywatel Milk jako senator John Briggs
- 2009: Gra dla dwojga jako Duke Monahan
- 2009: Narzeczony mimo woli jako pan Gilbertson
- 2010: Furia jako Moore
- 2011: J. Edgar jako Albert S. Osborn
- 2011: Dziewiąty legion jako Lutorius
- 2013: Witaj w klubie (Dallas Buyers Club) jako doktor Sevard
- 2014: Sędzia jako Doc Morris
- 2014: Odruch serca (TV) jako Hiram Keebler
- 2014: Miasteczko, które bało się zmierzchu jako Charles B. Pierce Jr.

### Seriale TV
- 1993: Prawo i porządek jako Harold Morrissey
- 1993: Kroniki młodego Indiany Jonesa jako Keating
- 1994: Oblicza Nowego Jorku jako Carson
- 1996: Prawo i porządek jako James Smith
- 1997: Prawo i porządek jako Phil Christie
- 2000: Prawo i porządek: sekcja specjalna jako Jimmy Walp
- 2003: Prawo i porządek jako ks. Richard Hogan
- 2007: CSI: Kryminalne zagadki Las Vegas jako Tom Michaels
- 2007–2009: Bracia i siostry jako Travis March
- 2008: Prawo i porządek: Zbrodniczy zamiar jako ks. Shea
- 2009: Znudzony na śmierć jako dr David Worth
- 2009–2010: CSI: Kryminalne zagadki Miami jako Evan Talbot
- 2009–2016: Żona idealna jako sędzia Charles Abernathy
- 2011: American Horror Story: Murder House jako Larry Harvey
- 2013: Prawo i porządek: sekcja specjalna jako ks. Shea
- 2013–2014: American Horror Story: Sabat jako Spalding
- 2014: Rake jako Graham Murray
- 2014–2015: American Horror Story: Freak Show jako Stanley
- 2015: Banshee jako agent specjalny Robert Phillips
- 2015: The Comedians jako Denis Grant
- 2015–2016: American Horror Story: Hotel jako Elizabeth „Liz” Taylor
- 2016: American Horror Story: Roanoke jako dr Elias Cunningham / William Van Henderson
- 2016−2018: Tacy jesteśmy jako Jessie
- 2017: RuPaul’s Drag Race w roli samego siebie
- 2017–2018: Sprawa idealna jako sędzia Charles Abernathy
- 2019: Wielkie kłamstewka jako Ira Farber